# Корветы типа «Драммонд»
Корветы типа «Драммонд» (исп. Clase Drummond) — тип ракетных корветов (французский проект A-69 «Д’Эстьен д’Орв», D’Estienne D’Orves) военно-морских сил Аргентины. Всего было построено три корабля. По состоянию на 2013 год все три корабля находятся в составе флота Аргентины, хотя по сообщениям западной прессы, состояние кораблей оценивается как критическое. В литературе 1970—80-х годов классифицировались как фрегаты, в справочнике «Jane's Fighting Ships» также классифицируется как фрегат

## История строительства
В июле 1976 года ЮАР решила приобрести два корвета типа «Д’Эстьенн Д’Орв», которые строились для ВМС Франции. Корабли получили названия «Гуд-Хоуп» и «Трансвааль» (бывший F791 «Командан Л’Эрминье», Commandant L'Herminier). Однако после введения ООН эмбарго на продажу оружия правительству в Претории контракт был аннулирован. В сентябре 1978 года эти корветы были проданы Аргентине. Корабли получили названия в честь национальных героев войны за независимость — Франциско Драммонда, Мартина Гуэррико и Гильермо Гранвилла. «Драммонд» и «Гуэррико» пришли в Южную Америку 2 ноября 1978. В сентябре 1981 года вступил в строй построенный уже по заказу Аргентины «Гранвилл».

## Служба
Все корабли серии, сведёные в 1-й дивизион корветов, занимаются патрулированием эксклюзивной экономической зоны Аргентины и базируются в Мар-дель-Плате. Корветы участвовали в Фолклендской войне 1982 года. «Гуэррико», в ходе захвата острова Южная Георгия, 3 апреля около Грютвикена, получил повреждения от огня гранатами РПГ британских морских пехотинцев.

## Состав серии
По данным.
| Название  | Бортовой номер | Верфь              | Заложен    | Спущен     | В строю    | Примечания |
| --------- | -------------- | ------------------ | ---------- | ---------- | ---------- | ---------- |
| Drummond  | P-31           | Arsenal de Lorient | 12.03.1976 | 5.03.1977  | 03.1978    |            |
| Guerrico  | P-32           | Arsenal de Lorient | 01.10.1976 | 13.09.1977 | 10.1978    |            |
| Granville | P-33           | Arsenal de Lorient | 01.12.1978 | 28.06.1980 | 22.06.1981 |            |

## Галерея

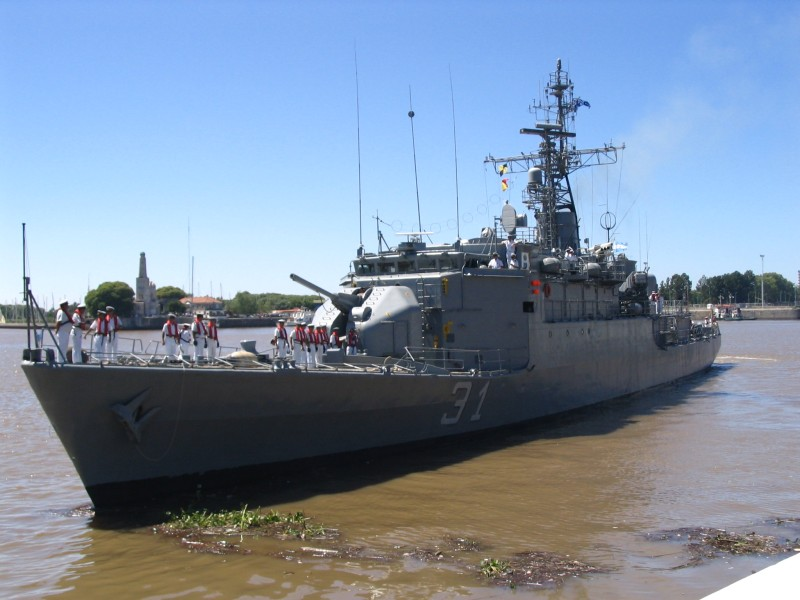
ARA Drummond (P-31)
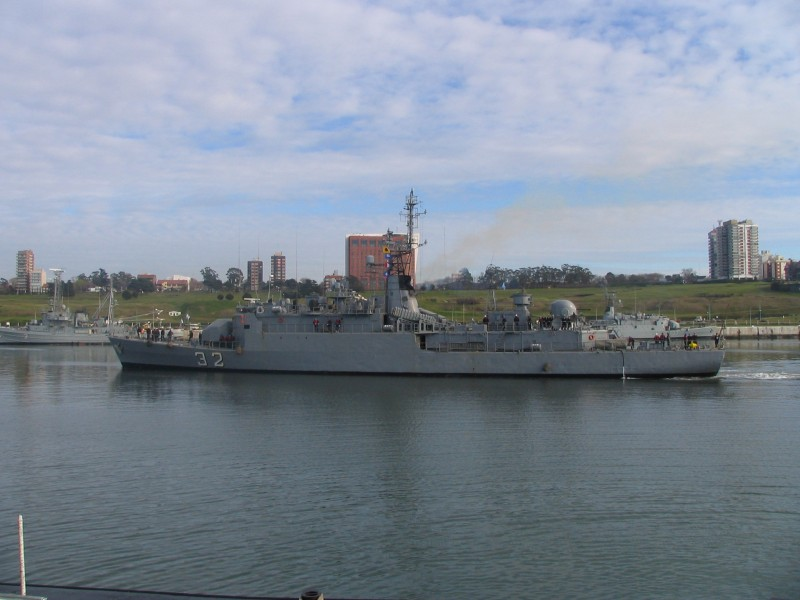
ARA Guerrico (P-32)